# NGC 6841
NGC 6841 (другие обозначения — PGC 63881, ESO 461-23, MCG -5-47-11) — эллиптическая галактика (E) в созвездии Стрелец.
Этот объект входит в число перечисленных в оригинальной редакции «Нового общего каталога».
В галактике вспыхнула сверхновая SN 2009it типа Ia, её пиковая видимая звездная величина составила 16,3.